# Hélène Cantacuzène (impératrice de Trébizonde)
Pour les articles homonymes, voir Hélène Cantacuzène (homonymie).
Titre
Impératrice de Trébizonde
1459 – 1461

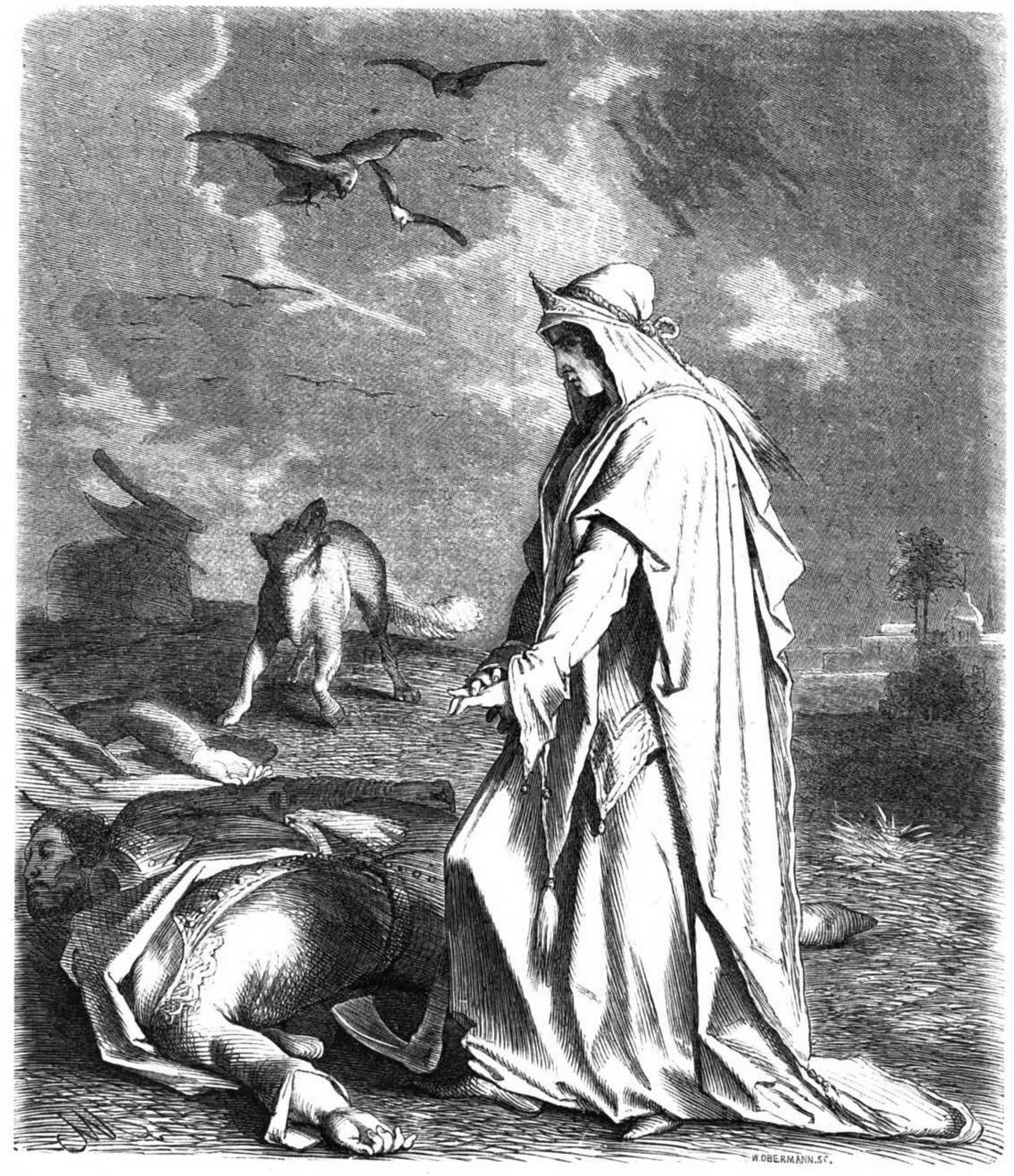
Hélène enterre le corps de son mari, David Mégas Comnène. (D’après Ludwig Storch, "Die Kaiserin von Trapezunt", Die Gartenlaube, 1855)

Hélène Cantacuzène (morte en 1463) était la seconde épouse de David II de Trébizonde. Elle fut la dernière Impératrice de Trébizonde.

## Famille
Selon Donald Nicol, Hélène était la sœur de Georges Paléologue Cantacuzène, Andronic Paléologue Cantacuzène, Irène Cantacuzène et Thomas Cantacuzène, et donc la petite-fille de Mathieu Cantacuzène et peut-être la fille de Démétrios Cantacuzène. Théodore Spandounès rapporte que Georges lui rendit visite à Trébizonde après 1437.
On ignore lesquels, parmi les enfants de David, étaient aussi les siens ; les cinq enfants de l’Empereur (trois garçons et deux filles) ont été attribués à Hélène où à la première épouse de David, Marie de Gothie par différentes généalogies. Néanmoins, les fils aînés moururent avec leur père le 1er novembre 1463 ; le plus jeune des fils, Georges, qui avait trois ans, et la fille, Anne, furent épargnés. Spandounès affirme qu’ils furent envoyés en cadeau au Sultan Uzun Hasan des Aq Qoyunlu, où Georges fut converti à l’Islam, mais il finit par s’enfuir et se reconvertit au Christianisme. Spandounès dit que le nom du roi qui accueillit Georges Cantacuzène et lui donna sa fille en mariage s’appelait "Gurguiabei", ce qui signifierait qu’il s’agissait d’un roi de Géorgie (soit Georges VIII, soit Constantin II), ou de "Guria Bey", souverain de Gurie. Le destin d’Anne est moins clair. L’historien Laonicos Chalcondyle contredit Spandounès et écrit qu’Anne fut mariée à Zaganos Pacha après avoir été « envoyée dans sa chambre à coucher » ; toutefois, quand il apprit que Zaganos tentait de l’obliger à devenir musulmane, Mehmed les sépara. Une tradition locale relie Anne à un village au sud de Trébizonde appelé « Village de la Dame », où en 1870 une inscription portant le nom d’Anne a été vue dans l’église du village, dédiée aux Archanges.

## Impératrice
Le 15 août 1461, le souverain ottoman Mehmed II força David à abdiquer en échange d’une pension. David et sa famille reçurent des domaines près de Serrès dans la vallée du Strymon, comprenant un revenu annuel de quelque 300 000 pièces d’argent. Bien que l’on présume qu’Hélène était avec lui, Donald Nicol mentionne une source affirmant que David l’avait envoyée auprès du prince géorgien Mamia de Gurie avant l’arrivée de Mehmed devant les murs de sa capitale. Au bout de deux ans, son ancien domestique Georges Amiroutzès accusa David de conspirer contre Mehmed, et l’ancien empereur fut exécuté avec tous ses fils, sauf un.
Selon Spandounès, Hélène survécut à son mari et à leurs fils. Le Sultan aurait ordonné que leurs corps soient laissés sans sépultures sous les murailles de Constantinople. Quand elle creusa leurs tombes de ses propres mains, elle fut condamnée à payer une amende de 15 000 ducats ou à être elle-même exécutée. Ses domestiques réunirent l’argent, mais Hélène se vêtit de toile de sac et vécut jusqu’à la fin de ses jours dans une hutte de paille près des corps de sa famille.

## Autres sources
- Thierry Ganchou, "Une Kantakouzènè, impératrice de Trébizonde : Théodôra ou Héléna?" Revue des Études byzantines, 58 (2000), p. 215-229